# 38960 Yeungchihung
38960 Yeungchihung este un asteroid din centura principală de asteroizi.

## Descriere
38960 Yeungchihung este un asteroid din centura principală de asteroizi. A fost descoperit pe 2 octombrie 2000 la Desert Beaver Observatory de William Kwong Yu Yeung. Asteroidul prezintă o orbită caracterizată de o semiaxă mare de 3,04 ua, o excentricitate de 0,28 și o înclinație de 1,2° în raport cu ecliptica.